# Dourloum
Ne doit pas être confondu avec Dourdoum.
Dourloum est un village du Cameroun situé dans le département de la Mayo-Tsanaga et la Région de l'Extrême-Nord, à proximité de la frontière avec le Nigeria. Il fait partie de la commune de Mokolo et du canton de Boula. Dourloum est à ne pas confondre avec le village Dourdoum, situé dans le Mayo-Kani, dans la commune de Moutourwa, les deux localités pouvant se trouver l'une comme l'autre orthographiées "Dourdoum" ou "Dourloum".

## Démographie
Lors du recensement de 2005 (3e RGPH), Zileng seul compte 1 247 habitants, dont 615 hommes et 632 femmes.